# World of Sport
World of Sport foi uma antologia de esporte transmitida pelo canal de televisão britânico ITV entre 2 de janeiro de 1965 e 28 de setembro de 1985. O World of Sport teve como principal concorrente o Grandstand, da BBC. As edições do programa chegavam até cinco horas de duração.